# Linda Deutsch
Linda Deutsch   (Perth Amboy, 24 de setembre de 1943 - Los Angeles, 1 de setembre de 2024) va ser una periodista estatunidenca que va treballar a l'agència de notícies Associated Press. Va cobrir casos judicials durant 50 anys, des del 1967 fins a la seva jubilació el 2014, inclosos els judicis de Charles Manson i sobre l'assassinat de Robert F. Kennedy, així com els d'O. J. Simpson i Michael Jackson.

## Biografia
Va estudiar a la Universitat de Monmouth, on va obtenir el títol de grau en anglès el 1965. El seu oncle, editor de diaris, la va animar a convertir-se en periodista, malgrat la greu manca de diversitat de gènere del periodisme en aquell moment.
Quan Deutsch va començar a treballar a Associated Press per primera vegada, era l'única dona de l'oficina de Los Angeles. Al llarg de la seva carrera, va ascendir a l'empresa i va obtenir el càrrec de corresponsal especial el 1992, designació concedida a només divuit periodistes des que es va fundar AP el 1846.
Quan Deutsch tenia vint anys, va cobrir la marxa pels drets civils de 1963 a Washington i va seguir el discurs «Tinc un somni» de Martin Luther King. El seu reportatge sobre la protesta va ser destacat a la portada. També va cobrir els judicis a l'abolicionista Angela Davis, al magnat musical Phil Spector, a Patty Hearst, a la icona del pop Michael Jackson, a Charles Manson, a l'actor Robert Blake, a l'assassí en sèrie Richard Ramirez, i als germans Lyle i Erik Menendez, condemnats per matar els seus pares. També va cobrir a Associated Press el judici a O. J. Simpson el 1995. El 1997, Deutsch va promocionar el llibre Headline Justice: Inside the Courtroom -- The Country's Most Controversial Trials, de Theo Wilson en una gira a càrrec seu.
Deutsch es va jubilar el 2014, però va tornar temporalment el 2019 per relatar la vida de Simpson després de la presó, condemna que va complir per una sentència del 2008 per un robatori a Nevada. Aquell any, també va finançar les beques de periodisme de la Universitat de Monmouth per un milió de dòlars.

## Premis i reconeixements
- Premi a la trajectòria de la Washington Press Club Foundation, que va rebre en el Congressional Dinner el 25 de febrer de 2016[13]
- Medalla d'Honor de la Universitat de Missouri al servei distingit de periodisme (1992)[14]
- Membre de la Society of Professional Journalists, màxim honor de l'organització atorgat per les contribucions a la professió de periodista (2005)[15]